# 米克瓦伊·波托茨基
米克瓦伊·“熊掌”·波托茨基（波蘭語：Mikołaj "Niedźwiedzia Łapa" Potocki，1595年-1651年11月20日），是波兰贵族及权贵，自1637年至1646年担任波兰立陶宛联邦王室陆军指挥官，自1646年至1651年担任王室大指挥官，并从1636年起任布拉茨瓦夫省省长，自1646年起任克拉科夫城主。
在采措拉战役中被土耳其人俘虏。1636年帕尼奥夫采战役中与亲王耶热米·维希尼奥维茨基与斯坦尼斯瓦夫·科涅茨波尔斯基一起击败了由阿巴扎·帕沙指挥的土军。 
1637年在库梅伊基战役中战胜了帕维尔·米赫诺维奇领导的哥萨克叛军，并在1638年迫使德米特罗·胡尼亚投降。他在多次战胜哥萨克后，在乌克兰得到大量土地。 
遭到波托茨基镇压的1637年-1638年哥萨克起义得到波兰历史学家，俄罗斯省多明我会主教西蒙·奥科尔斯基的详细说明，奥科尔斯基目击，并与那些天的新进展有直接关系。他的战地日记对历史学家而言极其珍贵。
波托茨基在1646年瑟姆中反对瓦迪斯瓦夫四世向土耳其人开战的计划。
他因对农民和哥萨克的残暴而臭名昭著。他也要为赫梅利尼茨基起义的爆发付部分责任。1648年他不顾国王的命令，进攻乌克兰的哥萨克叛军。他在佐夫提-沃蒂战役与科尔松战役中被鞑靼人俘虏。1650年4月，他被从奴隶身份中解救出来，并在6月28日至30日间在别列斯特赫科战役中击败了鞑靼人与哥萨克人军队。
他在1651年9月18日，于结果不明的比拉·策尔克瓦战役后与哥萨克人达成一则协议。
他于1651年11月20日逝世。